# Erythrodiplax attenuata
Erythrodiplax attenuata – gatunek ważki z rodziny ważkowatych (Libellulidae). Występuje na terenie Ameryki Południowej.